# Yodoko Sakura Stadium
Das Yodoko Sakura Stadium (jap. ヨドコウ桜スタジアム), auch bekannt als Nagai Ballgame Field (englisch für 長居球技場 Nagai kyūgijō), ist ein Fußballstadion im Nagai Park in der japanischen Stadt Osaka in der gleichnamigen Präfektur. Es ist die Heimspielstätte des Erstligisten Cerezo Osaka. Die 1987 eröffnete Anlage hat ein Fassungsvermögen von 25.000 Zuschauern.
In dem Stadion finden neben Fußballspielen auch Spiele der Japan Rugby League One sowie Spiele der American Football League statt.
Das Stadion ist neben dem Nagai Stadium und dem Yanmar Field das dritte Stadion im Nagai-Komplex.
Nach der ersten Renovierung des Stadions im Jahr 2010 wurden die Namensrechte acht Jahre lang für 36 Millionen Yen pro Jahr an die Dainihon Jochugiku Company (jap. 大日本除虫菊株式会社) übertragen. Das Stadion wurde in Kinchō Stadium (jap. キンチョウスタジアム) umbenannt. Kincho wurde auch Trikotsponsor für Cerezo Osaka. 2021 wurde das Stadion nach einer weiteren Renovierung in Yodoko Sakura Stadium (jap. ヨドコウ桜スタジアム) umbenannt, nachdem Yodogawa Steel Works (jap. 株式会社淀川製鋼所) die Namensrechte erwarb.

## Galerie

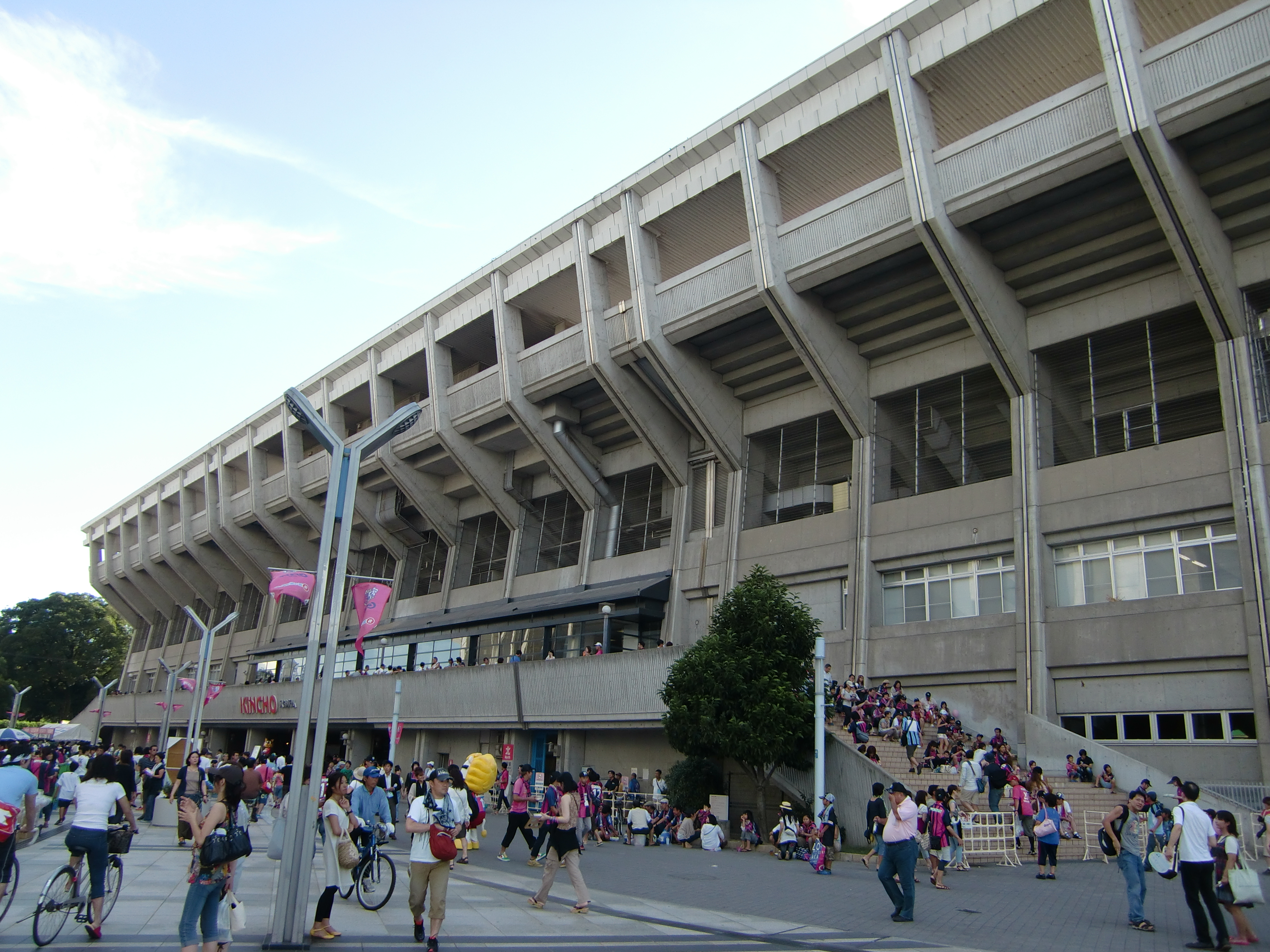
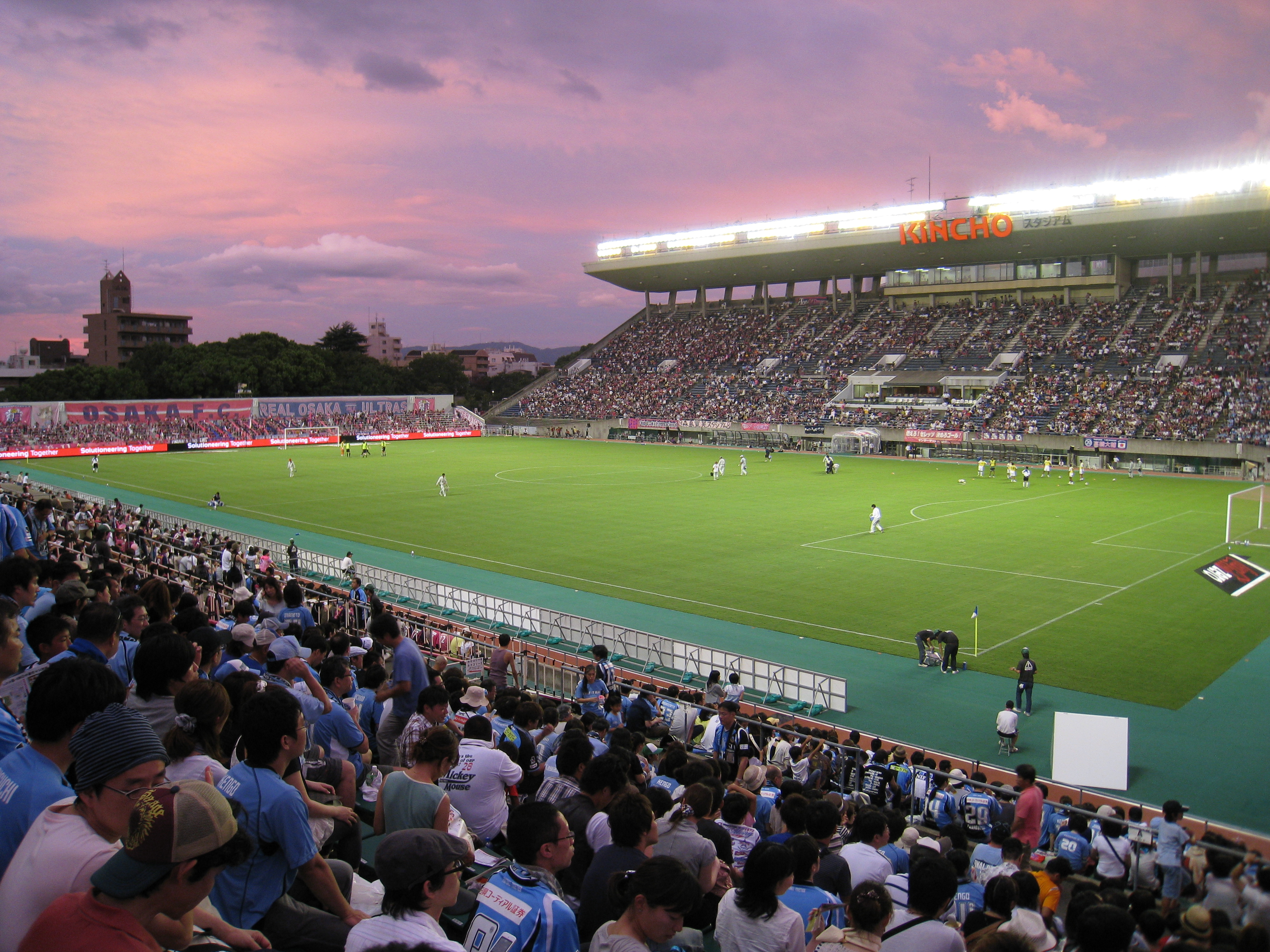
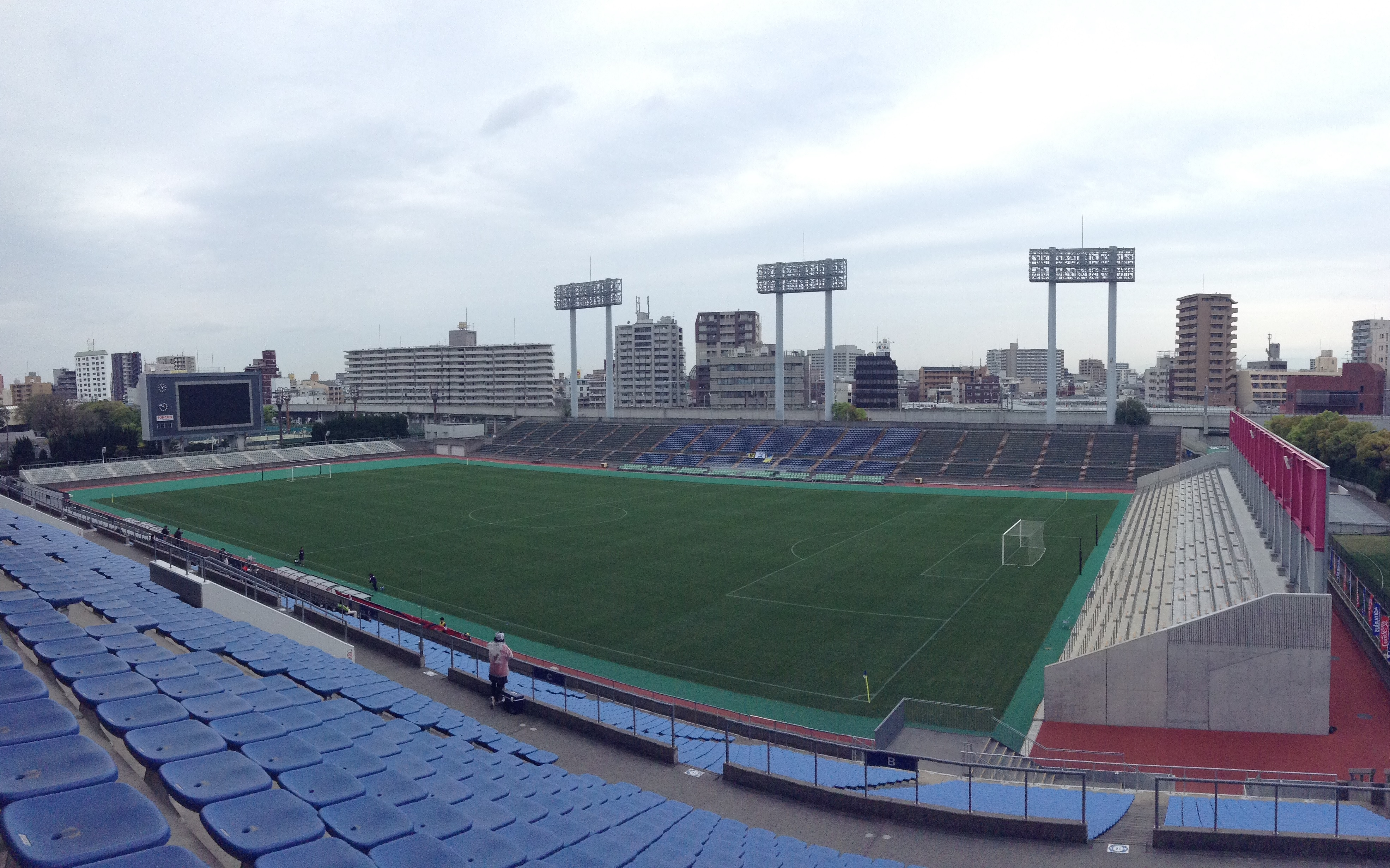